# Liste de ponts de Jordanie
Cette liste de ponts de Jordanie a pour vocation de présenter une liste de ponts remarquables de Jordanie, tant par leurs caractéristiques dimensionnelles, que par leur intérêt architectural ou historique.

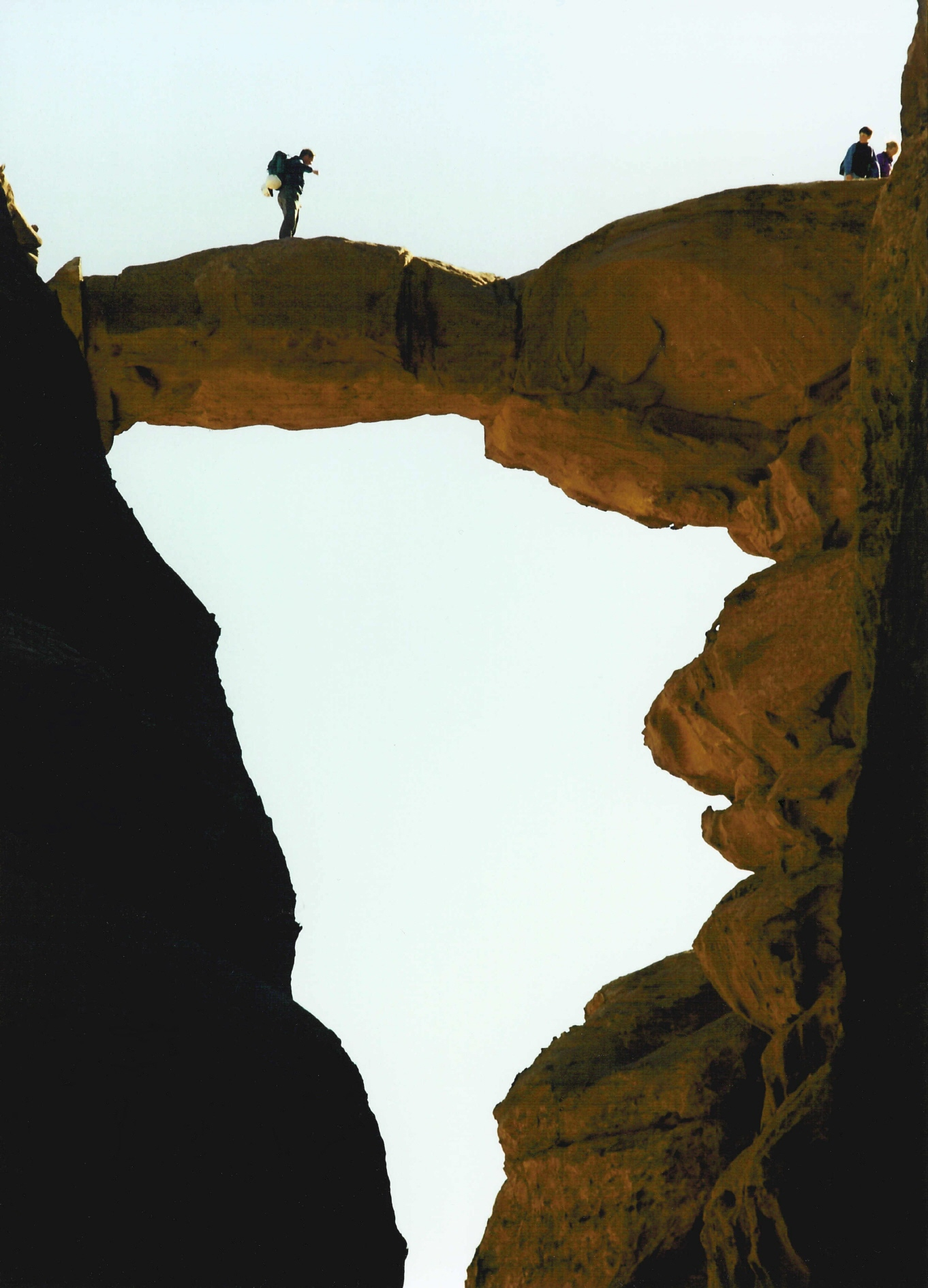
Le pont de pierre de Burdah.

Elle est présentée sous forme de tableaux récapitulant les caractéristiques des différents ouvrages proposés, et peut-être triée selon les diverses entrées pour voir ainsi un type de pont particulier ou les ouvrages les plus récents par exemple. La seconde colonne donne la classification de l'ouvrage parmi ceux présentés, les colonnes Portée et Long. (longueur) sont exprimées en mètres et enfin Date indique la date de mise en service du pont.

## Grands ponts
Ce tableau présente les grands ouvrages de Jordanie (liste non exhaustive).
|  |   | Nom              | Arabe     | Portée   | Long. | Type                                                                                             | Voie portée Voie franchie                    | Date | Localisation                           | Subdivision         | Ref. |
|  | - | ---------------- | --------- | -------- | ----- | ------------------------------------------------------------------------------------------------ | -------------------------------------------- | ---- | -------------------------------------- | ------------------- | ---- |
|  | 1 | Pont Wadi Abdoun | جسر عبدون | 132 (x2) | 417   | Haubané 3 pylônes béton précontraint, tablier caisson béton, pont courbe (en S) 63+132+132+63+27 | Amman's Beltway Wadi Abdoun - Princess Basma | 2006 | Amman 31° 57′ 06,7″ N, 35° 53′ 40,9″ E | Subdivision d'Amman |      |